# فلاديسلاف كوشيرهين
فلاديسلاف كوشيرهين (بالأوكرانية: Кочергін Владислав Сергійович)‏ (30 أبريل 1996 بأوديسا في أوكرانيا - ) هو لاعب كرة قدم أوكراني في مركز الوسط. لعب مع نادي دنيبرو دنيبروبتروفسك.

## روابط خارجية
- فلاديسلاف كوشيرهين على موقع الاتحاد الأوربي (الإنجليزية)
- فلاديسلاف كوشيرهين على موقع اتحاد أوكرانيا (الإنجليزية)
- فلاديسلاف كوشيرهين على موقع قاعدة بيانات كرة القدم.إي يو (الإنجليزية)
- فلاديسلاف كوشيرهين على موقع Soccerway.com (الإنجليزية)
- فلاديسلاف كوشيرهين على موقع عالم كرة القدم.نت (الإنجليزية)